# Cholban Kara-ool

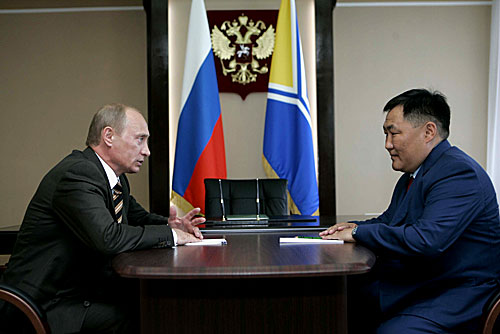
Cholban Kara-ool (à droite)

Cholban Valerievitch Kara-ool (en russe : Шолбан Валерьевич Кара-оол), né le 18 juillet 1966 à Tchodouraa (Touva), est entre avril 2007 et avril 2021 le président de la république de Touva, une république de la fédération de Russie. Il remplace Cherig-ool Oorjak à ce poste.